# Pearse Islands
Pearse Islands är öar i Kanada.   De ligger i provinsen British Columbia, i den sydvästra delen av landet, 3 800 km väster om huvudstaden Ottawa. Arean är 2,8 kvadratkilometer.
Terrängen på Pearse Islands är platt. Öns högsta punkt är 80 meter över havet. Den sträcker sig 1,6 kilometer i nord-sydlig riktning, och 3,4 kilometer i öst-västlig riktning.